# Tan Miao
Tan Miao, född 5 januari 1987 i Jinan, är en kinesisk simmare.
Hon blev olympisk silvermedaljör på 4 × 200 meter frisim vid sommarspelen 2008 i Peking.